# توت روباهی طبی
توت روباهی طبی (نام علمی: Sanguisorba officinalis) نام یک گونه از زیرخانواده رزوئیده است.